# Iskandar Johor Open
Die Iskandar Johor Open ist ein Golfturnier, das in Malaysia abgehalten wird und Teil der Asian Tour ist. Es wurde zuerst 2007 im Royal Johor Country Club in Johor Bahru ausgetragen.
2008 betrug das Preisgeld 500.000 US-Dollar. 2009 wurde das Preisgeld der Johor Open auf 1.000.000 US-Dollar verdoppelt. 2010 schüttete man bereits insgesamt 1,25 Millionen US-Dollar aus und beförderte das Event damit zum teuersten, das nur auf der Asian Tour ausgetragen wurde, zusammen mit den Hero Honda Indian Open, und zum achtteuersten Event auf der Asian Tour insgesamt. 2011 wurden die Johor Open zur European Tour hinzugefügt.
Der Wettbewerb wird vom Johor-Bundesstaat und von der Iskandar Region Development Authority (IRDA) gefördert.

## Siegerliste
| Jahr | Sieger             | Ergebnis | Ergebnis | Ergebnis | Ergebnis | Ergebnis  | Vorsprung |
| Jahr | Sieger             | R1       | R2       | R3       | R4       | Gesamt    | Vorsprung |
| ---- | ------------------ | -------- | -------- | -------- | -------- | --------- | --------- |
| 2012 | Sergio García      | 68       | 69       | 61       |          | 198 (−18) | 3 Schläge |
| 2011 | Joost Luiten       | 63       | 70       | 65       |          | 198 (−15) | 1 Schlag  |
| 2010 | Pádraig Harrington | 64       | 67       | 68       | 69       | 268 (−20) | 3 Schläge |
| 2009 | K.J. Choi          | 68       | 64       | 64       |          | 196 (−20) | 4 Schläge |
| 2008 | Retief Goosen      | 72       | 69       | 69       | 66       | 276 (−12) | 2 Schläge |
| 2007 | Artemio Murakami   | 70       | 72       | 69       | 68       | 279 (−5)  | 1 Schlag  |